# Matsanjeni Południowe
Matsanjeni Południowe – inkhundla w dystrykcie Shiselweni w Królestwie Eswatini. 
Według spisu powszechnego ludności z 2007 roku, Matsanjeni Południowe miało powierzchnię 416 km² i zamieszkiwało je 16 238 mieszkańców. Dzieci i młodzież w wieku do 14 lat stanowiły ponad połowę populacji (8606 osób). W inkhundla znajdowało się wówczas jedenaście szkół podstawowych i dwie placówki medyczne.
W 2007 roku Matsanjeni Południowe dzieliło się na cztery imiphakatsi: Bambitje/Nsalitje, Dinabanye, Ekuphumleni i Qomontaba. W 2020 roku Matsanjeni Południowe składało się z sześciu imiphakatsi: Bhambitje, Dinabanye, Kwaluseni/Mgamu, Nkonka, Nsalitje i Qomintaba. Przedstawicielem inkhundla w Izbie Zgromadzeń Eswatini był wówczas Bomber Mamba.